# NGC 2503
NGC 2503 ist eine Balken-Spiralgalaxie vom Hubble-Typ SBb im Sternbild Krebs auf der Ekliptik. Sie ist schätzungsweise 243 Millionen Lichtjahre von der Milchstraße entfernt.
Das Objekt wurde am 17. Februar 1865 von Albert Marth entdeckt.